# Partido Regionalista Extremeño
Partido Regionalista Extremeño (PREX) és un partit política regionalista fundat i dirigit el 1990 d'Extremadura per Estanislao Martín Martín. Es va dissoldre el 1996.
Afirma que Extremadura és una nació amb 350 anys d'història, autogovernable, diferente, solidària, igual, capaç, integrada i productiva. A les eleccions a l'Assemblea d'Extremadura de 1991 va obtenir 8.643 vots (1,50% dels vots). A les eleccions a l'Assemblea d'Extremadura de 1995 es va unir a Convergencia Regionalista de Extremadura (CREX) i formaren la Coalición Extremeña, que va obtenir el 3,86% i un escó. D'aleshores ençà sempre s'han presentat dins la coalició. El 30 d'agost de 2013 van cessar la seva coalició amb el Partit Socialista Obrer Espanyol (PSOE) amb el qual van concórrer des de 2003.